# Country Radio Switzerland
Country Radio Switzerland ist ein Schweizer Privatradiosender. Das Programm ging am 1. Dezember 2008 auf Sendung und ist über Internet und der Mobile Applikation sowie im Kabel empfangbar. Der Sender wurde von David Bolli lanciert. Anfang 2023 haben Paloma Szathmáry, Hämpi Ruf, David Haueter und Hansruedi Gräf den Sender übernommen.
Der Fokus des Programms liegt in der Vielfalt der Country-Musik: Americana, Bakersfield Sound, Bluegrass, Blues, Cajun, Country-Rock, Country Gospel, Country-Pop, Folk, Honky Tonk, Nashville Sound, Outlaw, Rockabilly, Rock ’n’ Roll, Soul, Southern Rock, Tex-Mex, Western, Western Swing.
Mehrere Moderatoren aus der Schweiz, und seit 2023 auch aus UK, präsentieren regelmäßig ihre wöchentlichen Sendungen.
Der Sender ist als Internetsender (Live-Streaming im offenen Internet, IPTV bei Swisscom TV und Mobile App) sowie im Kabelnetz bei verschiedenen Schweizer Kabelnetzbetreibern empfangbar.